# Castelo Esslemont
O Castelo Esslemont (em inglês:  Esslemont Castle) é um castelo do século XV atualmente em ruínas localizado em Ellon, Aberdeenshire, Escócia.

## História
A primeira referência ao "solar de Eislemont" foi no século XIV quando adquirido pela família dos Mareschal, tendo depois passado por casamento para a família Cheyne. O plano e detalhes da construção sugerem a data do início do século XV.
O dique circundante está datado aproximadamente do século XIV. Foram encontradas peças de cerâmica e um medalhão.
Em 1493, o castelo foi destruído por um incêndio e em 1500 uma licença real permitiu a construção de outro castelo, mas não foi erigido até ao ano de 1570-90.
Foi adquirido pela família Erroll em 1625, sendo comprado pela família Gordon em 1728.
O castelo foi abandonado em 1769 ou 1799. 
Em 1938, escavações no local revelaram indícios do antigo castelo.
Encontra-se classificado na categoria "B" do "listed building" desde 16 de abril de 1971.

## Galeria

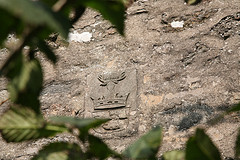
Brasão do Clã Gordon
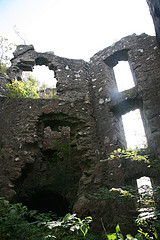
Interior do castelo